# Schönbronn (Schramberg)
Schönbronn ist ein Stadtteil der Stadt Schramberg im Landkreis Rottweil in Baden-Württemberg.

## Geographie
Schönbronn liegt 9 km südöstlich von Schramberg an der K 5532 und an der Radroute „Am Rande des Schwarzwalds“ des Radparadieses Schwarzwald und Alb. Sie führt unmittelbar hinter der evangelischen Kirche Schönbronn südöstlich an idyllischen Wiesen vorbei in das Waldgebiet Feurenmoos nach Sulgen und Aichhalden. Schönbronn befindet sich im Zentrum der Nachbargemeinden Eschbronn im Süden und Südosten, Dunningen im Osten, Sulgen im Norden und Hardt im Westen.

## Geschichte
Die Anfänge einer Besiedlung des „klaren Quells“ oder mittelhochdeutsch „scone brunne“ bleiben unklar.
Im 12. Jh. sind Gebietsschenkungen des Konrad von Rundstal und der Herren von Falkenstein an das Kloster St. Georgen bekannt. Das damalige Ortsgebiet gehörte wohl mit dem späteren Sulgau zum umfangreichen Besitz der Falkensteiner, die damit im frühen 14. Jh. in Rottweiler Urkunden als „Ortsadel“ von Schönbronn erscheinende Familien belehnten. 1444 verkaufte Konrad von Falkenstein seine Güter an Graf Ludwig I. von Württemberg. Es gelang ihm damit die Landesgrenze in Richtung Schwarzwald weiter vorzuschieben. 1535 wurden Schönbrunn und Sulgau reformiert. Die Gegenreformation unter Rochus Merz in der Herrschaft Schramberg hatte für Schönbronn und Sulgau spätestens 1583 trennenden Charakter. Für die evangelischen Gemeinden der Umgebung wurde die Gemeinde Weiler als Pfarrort ausgewählt, die sie mitbetreute. 1810 fiel die Pfarrei Weiler an das Großherzogtum Baden. Der Wunsch nach Selbstverwaltung der als „Ausländer“ behandelten Kirchgänger, deren Fußweg nach Weiler gut zwei Stunden betrug, förderte den Wunsch nach Eigenständigkeit. Einen Unterstützer fanden sie in Baron von Üchtritz, einem Honoratior der Gemeinde. Erst Jahre nach der beschlossenen Auspfarrung der Orte Locherhof, Schönbronn und Sulgau genehmigte die Obrigkeit 1851 die Bestellung eines Geistlichen. Längst war ein Fonds für den Bau eines Kirchen-, Pfarr- und Schulhauses errichtet. Mit der Einweihung eines eigenen Friedhofs in Schönbronn wurde die endgültige Trennung vom Parochialverband Weiler vollendet.
Heute ist Schönbronn Stadtteil von Schramberg.

## Sehenswürdigkeiten
Die prägnantesten Gebäude sind die 1858 aus Buntsandsteinquadern erbaute evangelische Kirche und das gleich daneben stehende Pfarrhaus.
Die Kirche war seit ihrer Erbauung bis 1957 Mittelpunkt des kirchlichen Lebens für die Evangelischen aus Locherhof, Sulgen (Sulgau), Hardt, Mariazell und Dunningen. Die Kirche gilt als spätes Beispiel des Kameralamtsstils.
Erbaut nach Plänen des Baurats de Pay aus Steinen des Sandsteinbruchs zwischen Schönbronn und Mariazell, Gemeinde Eschbronn, ist der symmetrisch angelegte Saalbau mit schmalem Mittelgang von einer beidseitig umlaufenden Empore umgeben. Die Kanzel befindet sich an der Wand der Westseite in einer Nische oberhalb des Altarraumes und ist durch die hinter der Kanzelaltarwand liegende Sakristei begehbar, der Turm in charakteristischer Weise an der gegenüberliegenden Ostseite über dem schmalen Eingang. Heute ist in den Nebenräumen und auf der Empore eine Bibelerlebniswelt eingerichtet, die von der Bibelerlebniswelt - Schönbronn e. V. betreut wird. Der Verein begleitet Rundgänge und gibt Bildvorträge und erlebnispädagogische Angebote. Ein Raum der Religionen und eine Garten-Oase laden überkonfessionell zur Besinnung ein.

Ev. Kirche Schönbronn
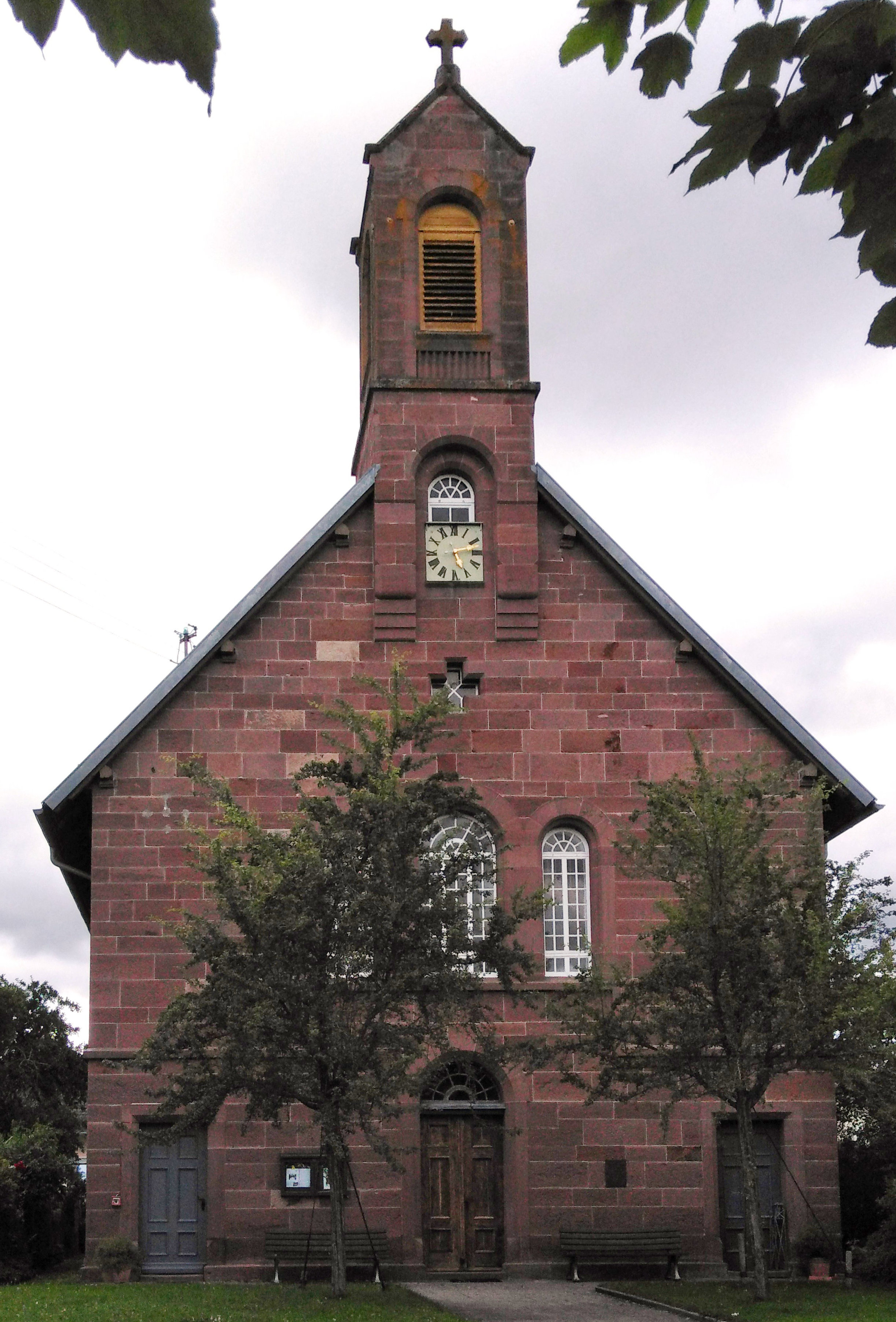
Ev. Kirche Schönbronn (Schramberg) (1858)
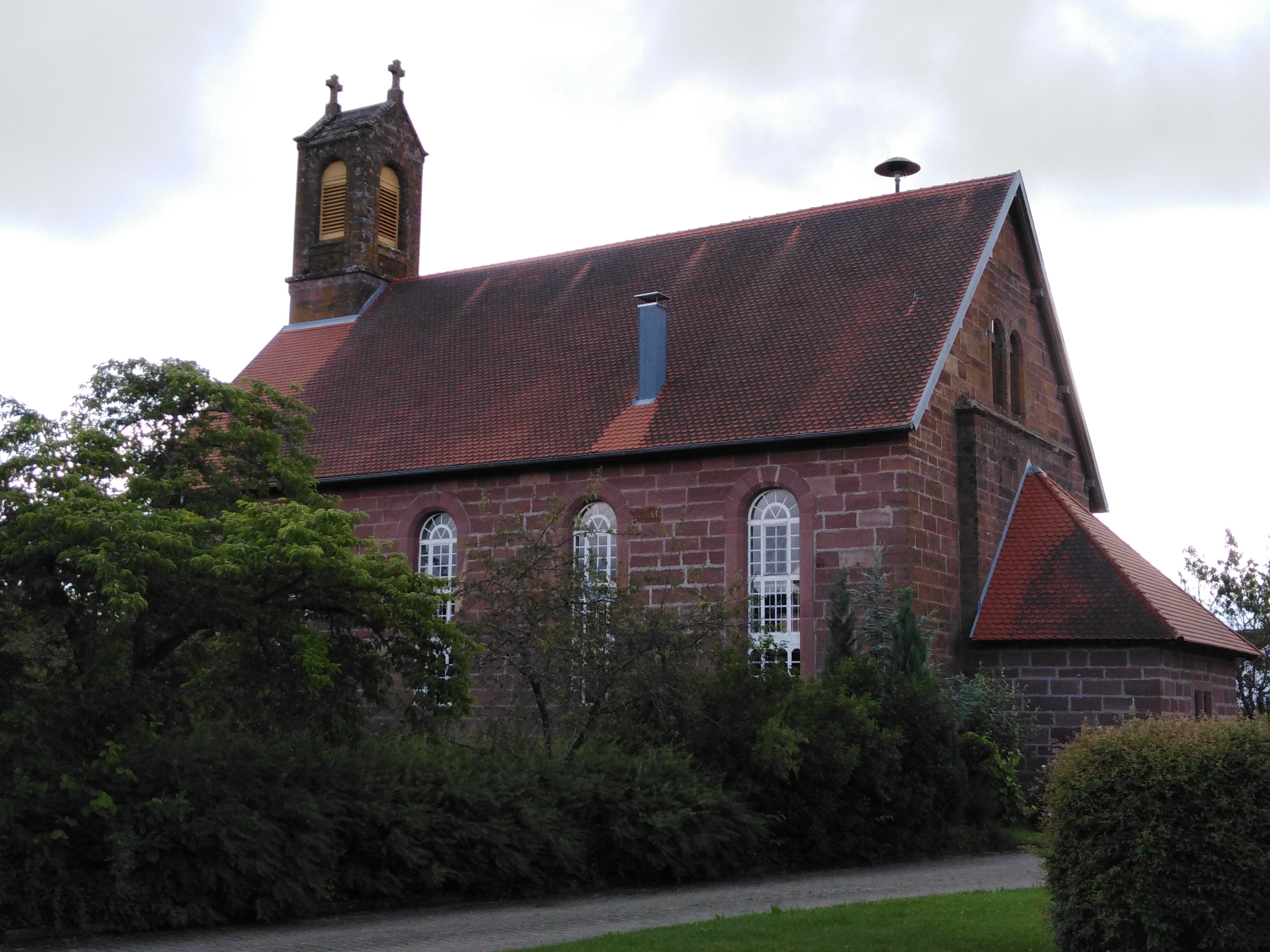
Ev. Kirche Schönbronn (Schramberg) - Längsseite des Kirchenschiffs (von Norden)
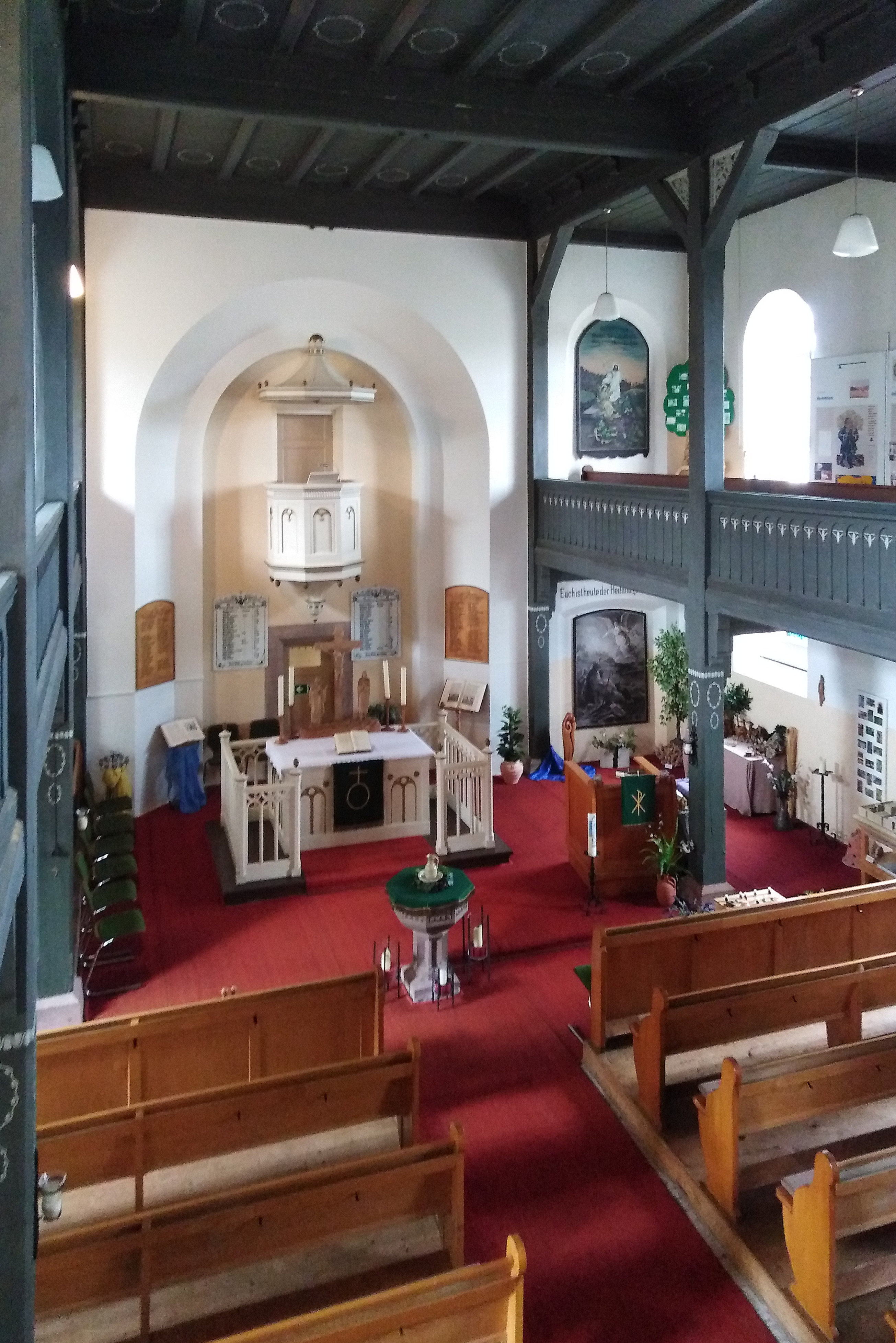
Ev. Kirche Schönbronn (Schramberg) - Innenansicht
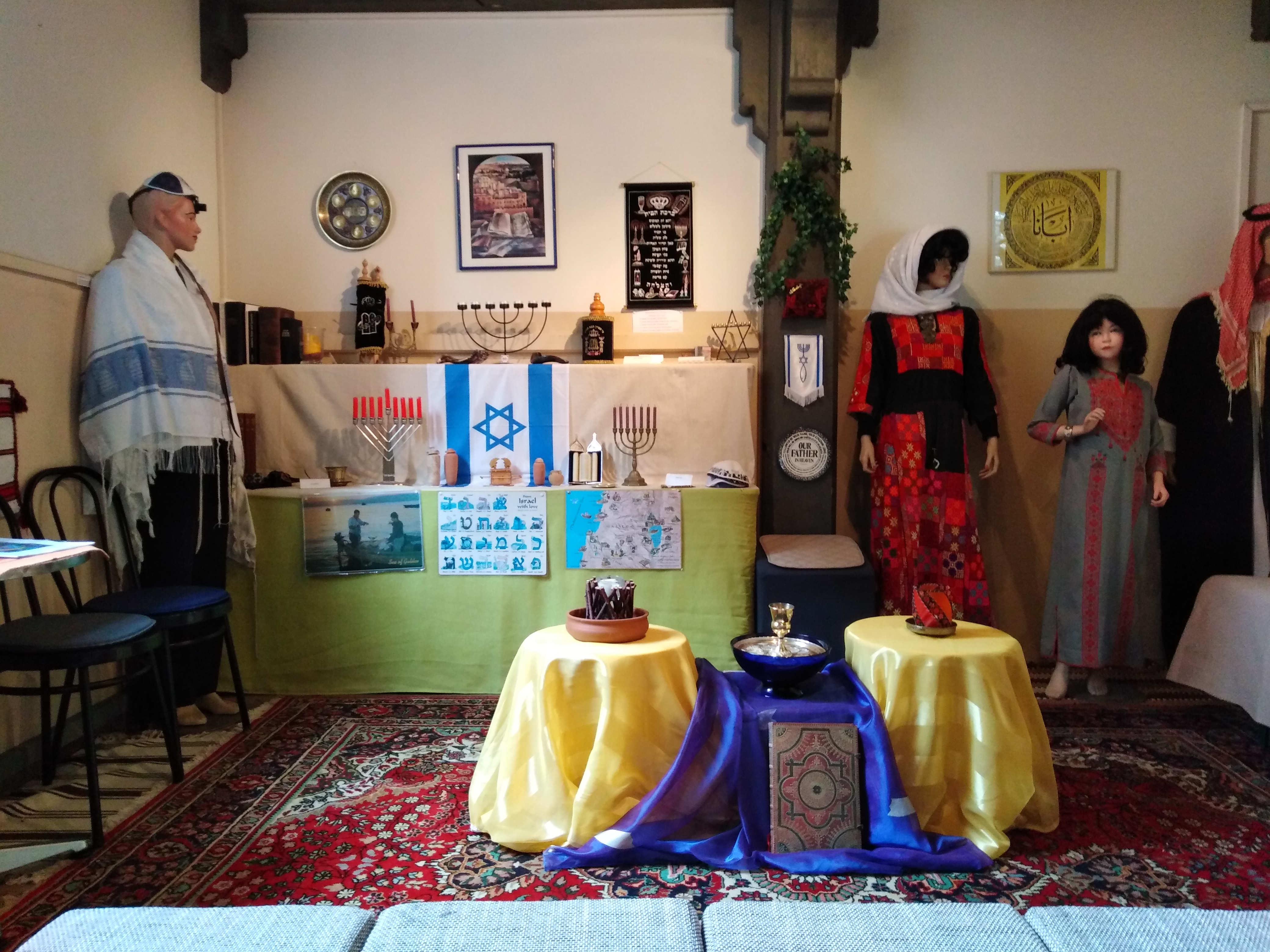
Raum der Religionen
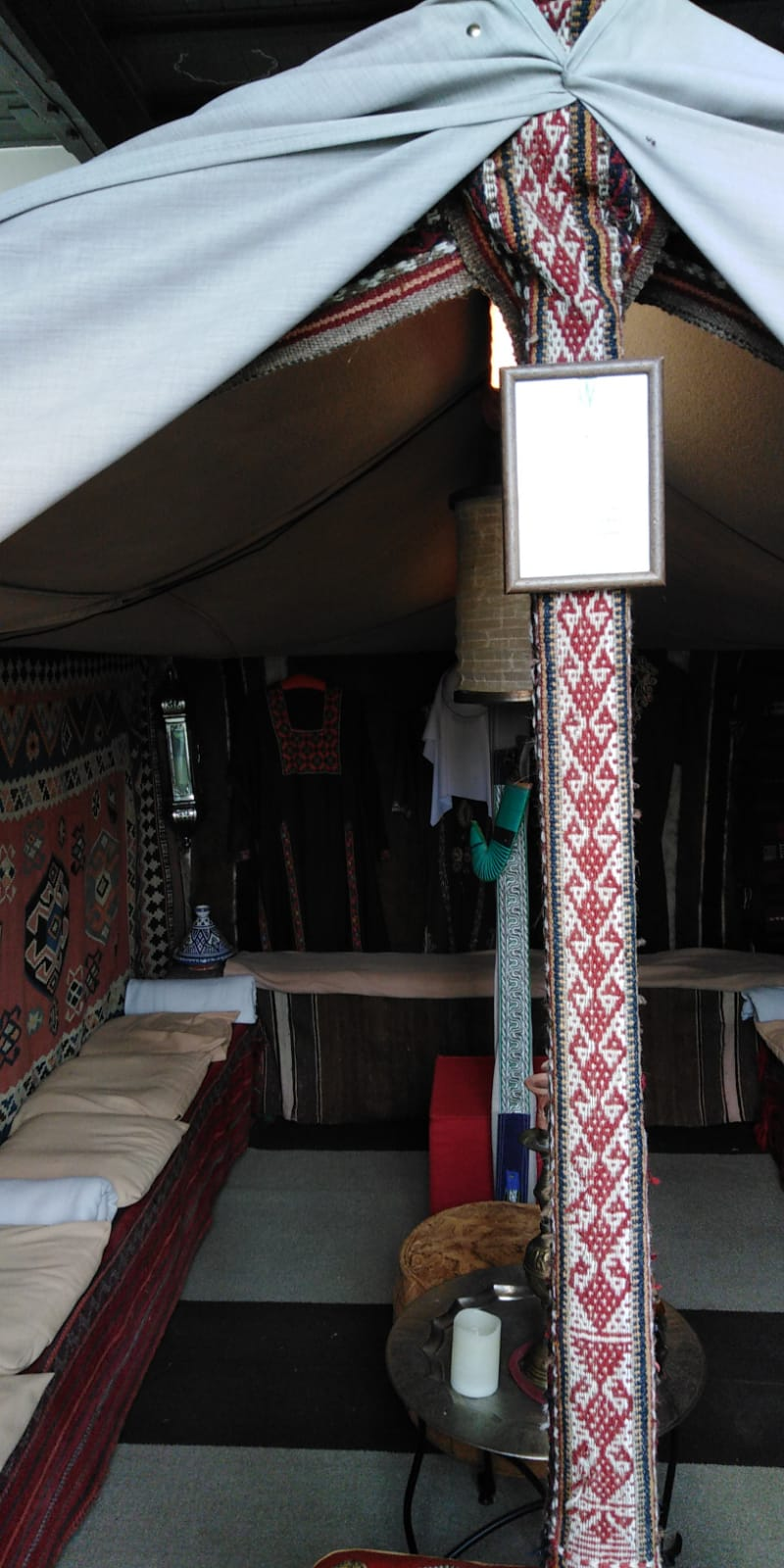
Abrahams Zelt (Bibelerlebniswelt)
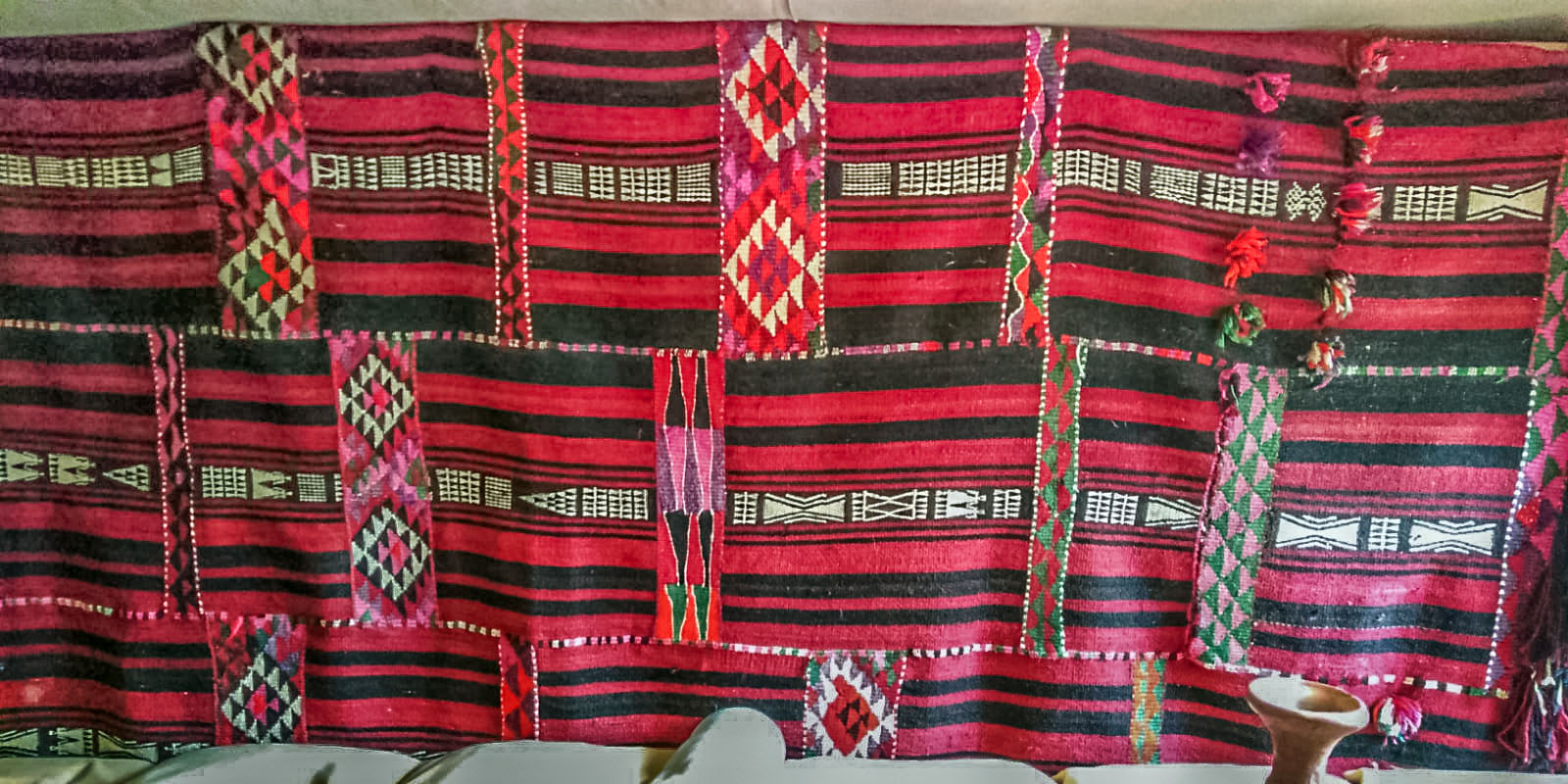
Abrahams Zelt (Bibelerlebniswelt) - Hochzeitsteppich - In Keilschrift wird der Wert der Braut beschrieben. Figural sind das Brautpaar und dessen Schwiegereltern dargestellt